# Thu hút lẫn nhau

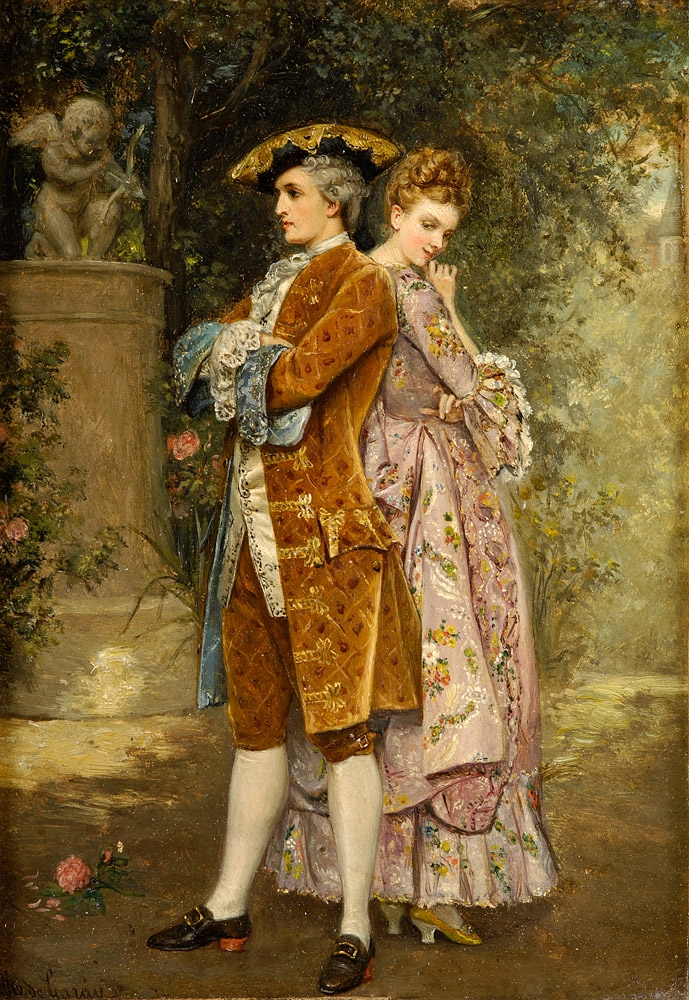
Sự thu hút và hấp dẫn lẫn nhau giữa một quý ông lịch lãm, điềm đạm và quý cô kiều diễm, quyến rũ

Thu hút lẫn nhau (Interpersonal attraction) là khái niệm mô tả sự thu hút, hấp dẫn, quyến rũ lẫn nhau giữa các cá nhân trong mối quan hệ tình cảm. Đây là một lĩnh vực nghiên cứu trong tâm lý học xã hội chuyên nghiên cứu về sự hấp dẫn giữa con người dẫn đến sự tiến triển của các mối quan hệ sâu sắc ở mức độ tình yêu thuần khiết hoặc tình yêu lãng mạn, thông qua biểu hiện ở các cá nhân hình thành mối quan hệ tích cực với nhau, bao gồm cảm giác thích, quý mến, mong muốn được ở bên cạnh và duy trì kết nối, không chỉ giới hạn trong tình yêu lãng mạn mà còn bao gồm các mối quan hệ bạn bè thân thiết, gia đình, hoặc thậm chí là sự quý trọng giữa các đồng nghiệp. Đây nền tảng cho việc hình thành các mối quan hệ xã hội, từ tình bạn đến tình yêu, và có vai trò quan trọng trong cuộc sống cá nhân cũng như các tương tác xã hội. Thu hút lẫn nhau là một thuật ngữ trong chuyên ngành tâm lý dùng để chỉ những cảm xúc tích cực mà một người có đối với người khác, dẫn đến mong muốn thiết lập và duy trì các mối quan hệ xã hội. Sự thu hút này có thể biểu hiện dưới nhiều hình thức và mức độ khác nhau, từ việc đơn thuần cảm thấy thích một người, muốn làm quen, làm bạn, mối quan hệ thân mật, cho đến những cảm xúc sâu sắc hơn như tình yêu lãng mạn. Nó khác với những nhận thức như sức hấp dẫn thể chất (liên quan nhiều đến yếu tố tình dục), và liên quan đến quan điểm về điều gì được và điều gì không được coi là đẹp hay hấp dẫn.

## Đại cương
Trong nghiên cứu về tâm lý học xã hội, sự hấp dẫn giữa các cá nhân liên quan đến mức độ một người thích hay không thích một người khác. Nó có thể được xem như một lực tác động giữa hai người, có xu hướng kéo xích họ lại gần nhau và ngăn cản sự chia cắt của đôi lứa. Khi đo lường sự hấp dẫn giữa các cá nhân, người ta phải xem xét những phẩm chất, tố chất của người bị thu hút và người bị thu hút để có độ dự đoán chính xác. Trong tâm lý học xã hội, sức hấp dẫn giữa các cá nhân thường được đo lường bằng Thang đánh giá sức hấp dẫn giữa các cá nhân do Donn Byrne thiết kế. Đây là một thang đo mà trong đó một đối tượng đánh giá một người khác dựa trên các yếu tố như trí thông minh, hiểu biết về các sự kiện hiện tại, đạo đức, khả năng thích nghi và mức độ mong muốn làm bạn đồng hành (bầu bạn). Thang đo này dường như có liên quan trực tiếp đến các thước đo khác về sức hấp dẫn xã hội như lựa chọn xã hội, cảm giác mong muốn hẹn hò, bạn tình hoặc trở thành vợ, chồng, sự gần gũi về mặt thân thể một cách tự nguyện, tần suất giao tiếp bằng ánh mắt. Các tác giả Kiesler và Goldberg đã phân tích một loạt các thước đo phản ứng thường được sử dụng làm thước đo sức hấp dẫn và rút ra hai yếu tố gồm yếu tố thứ nhất, chủ yếu được đặc trưng bởi các yếu tố xã hội-cảm xúc, bao gồm các biến số như sự yêu thích, mức độ mong muốn được tham gia các câu lạc bộ và tiệc tùng xã hội, lựa chọn chỗ ngồi và ăn trưa cùng nhau. Yếu tố thứ hai bao gồm các biến số như sự tin tưởng, tín nhiệm, ngưỡng mộ và tôn trọng, cũng như tìm kiếm ý kiến của đối tượng mục tiêu. Một kỹ thuật đo lường được sử dụng rộng rãi khác là đánh giá các phản ứng bằng lời nói được thể hiện dưới dạng xếp hạng hoặc đánh giá chủ quan về người được quan tâm.

## Các yếu tố

Các nhân tố cho sự thu hút lẫn nhau (bằng tiếng Anh) gồm: Hấp dẫn thể xác, sự gần gủi thể xác, sự tương đồng lẫn nhau, sự tương hỗ, sự bổ sung, bù trừ cho nhau

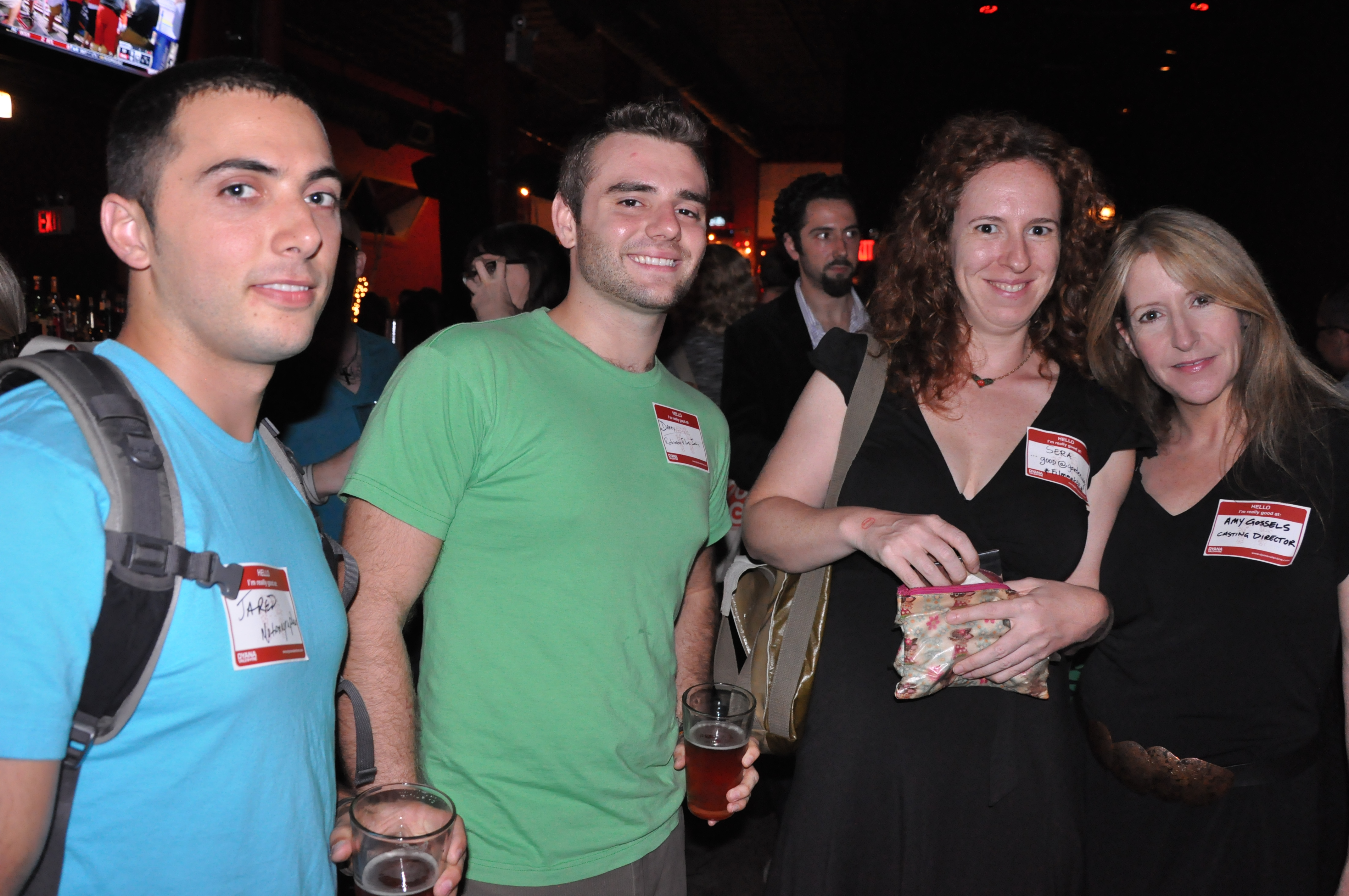
Mối quan hệ thân mật trong một sự kiện

Có những yếu tố dẫn đến sự thu hút giữa các cá nhân. Các nghiên cứu cho thấy tất cả các yếu tố đều liên quan đến sự củng cố xã hội. Những yếu tố được nghiên cứu thường xuyên nhất bao gồm sức hấp dẫn về mặt thể chất, sự gần gũi (tần suất tương tác), sự quen thuộc, sự tương đồng, sự bổ sung, sự thích thú qua lại và sự củng cố, gắn kết, tác động của sự quen thuộc được thể hiện ở cách sự gần gũi về mặt thể chất và tương tác tăng cường sự gắn kết, một khái niệm xã hội tạo điều kiện cho giao tiếp và thái độ tích cực đối với một cá nhân cụ thể do có sự tương đồng hoặc khả năng đạt được các mục tiêu quan trọng. Sự hấp dẫn giữa các cá nhân là một quá trình phức tạp bị ảnh hưởng bởi nhiều yếu tố, bao gồm:
- Sự gần gũi (Proximity): Việc thường xuyên tiếp xúc với ai đó (sống gần nhau, làm việc cùng nhau) làm tăng khả năng hình thành sự hấp dẫn. Nó là một trong những yếu tố quan trọng nhất dẫn đến sự hình thành các mối quan hệ xã hội và sự hấp dẫn giữa các cá nhân, càng thường xuyên tiếp xúc gần với ai đó, dù là sống gần nhà, làm việc cùng một văn phòng, học cùng lớp hay thậm chí tương tác thường xuyên trên mạng xã hội, thì khả năng hình thành mối quan hệ tích cực (từ tình bạn đến tình yêu) càng cao, như câu cửa miệng câu nói dân gian như "Nhất cự ly, nhì tốc độ" hay "Lửa gần rơm lâu ngày cũng bén". Vì sự gần gũi tạo điều kiện cho các tương tác thường xuyên, tăng cơ hội tìm hiểu lẫn nhau, khám phá những điểm chung và xây dựng sự quen thuộc. Hiện tượng này đôi khi còn được gọi là hiệu ứng tiếp xúc đơn thuần (mere exposure effect) khi người ta có xu hướng thích những gì được tiếp xúc thường xuyên và quen thuộc.
- Sự tương đồng (Similarity): Người ta có xu hướng bị thu hút bởi những người có sở thích, giá trị, quan điểm, nền tảng hoặc đặc điểm nhân cách tương tự với mình. Sự tương đồng được cho là có nhiều khả năng dẫn đến sự thích thú và thu hút hơn là sự khác biệt[5]. Câu tục ngữ "ngưu tầm ngưu, mã tầm mã" được dùng để minh họa rằng sự tương đồng là yếu tố quyết định quan trọng của sức hấp dẫn giữa các cá nhân[6]. Các nghiên cứu về sức hấp dẫn cho thấy con người bị thu hút mạnh mẽ bởi những người có ngoại hình và tính cách tương đồng. Sự tương đồng này được thể hiện theo nghĩa rộng nhất gồm sự tương đồng về cấu trúc xương, đặc điểm, mục tiêu sống và ngoại hình. Những điểm này càng trùng khớp, người ta càng hạnh phúc, hài lòng và dồi dào trong các mối quan hệ này[7]. Hiệu ứng giống nhau đóng vai trò như một sự tự khẳng định. Một người thường thích được xác nhận về các khía cạnh trong cuộc sống, ý tưởng, thái độ và đặc điểm cá nhân của mình, và dường như họ tìm kiếm một hình ảnh của chính mình để gắn bó suốt đời. Nguyên tắc cơ bản của sự thu hút giữa các cá nhân là quy tắc tương đồng, tính đồng nhịp, sự tương đồng tạo nên sức hấp dẫn — một nguyên tắc nền tảng áp dụng cho cả tình bạn và tình yêu. Tỷ lệ thái độ được chia sẻ có mối tương quan chặt chẽ với mức độ thu hút giữa các cá nhân. Theo Luật hấp dẫn thì những người vui vẻ thích ở bên những người vui vẻ khác, và những người tiêu cực lại thích tìm đến những người tiêu cực khác[8].
- Sức hấp dẫn về thể chất (Physical Attractiveness): Ngoại hình đóng một vai trò quan trọng trong giai đoạn đầu của sự hấp dẫn, mặc dù mức độ quan trọng có thể khác nhau tùy thuộc vào văn hóa và cá nhân. Nhiều nghiên cứu đã tập trung vào vai trò của sức hấp dẫn ngoại hình đối với sức hấp dẫn cá nhân. Một phát hiện cho thấy mọi người có xu hướng gán những phẩm chất tích cực như trí thông minh, năng lực và sự ấm áp, nồng hậu cho những người có ngoại hình ưa nhìn[9]. Sức hấp dẫn về thể chất là nhận thức về các đặc điểm thể chất của một cá nhân là dễ chịu hoặc xinh đẹp. Nó có thể bao gồm nhiều hàm ý khác nhau, chẳng hạn như sức hấp dẫn về mặt tình dục, sự dễ thương và vóc dáng[10]. Hấp dẫn thể chất là yếu tố vật chất của sự hấp dẫn tình dục.
- Sự tương hỗ (Reciprocity): Người ta thường quý mến những người thể hiện sự quý mến, quan tâm hoặc thích người ta. Cảm giác được đáp lại là một yếu tố thúc đẩy mạnh mẽ. Các nghiên cứu đã đưa ra những phát hiện trái chiều về việc liệu sự tương đồng về đặc điểm tính cách giữa những người trong các mối quan hệ giữa các cá nhân (tình cảm, tình bạn) có cần thiết hay thiết yếu cho sự hài lòng trong mối quan hệ hay không. Điều này là do các phương pháp nghiên cứu khác nhau được sử dụng để đi đến kết luận. Có ý kiến cho rằng việc thiếu bằng chứng trước đây cho thấy sự tương đồng về đặc điểm tính cách (tính nết) giữa hai người là một yếu tố dự báo quan trọng cho sự hài lòng trong mối quan hệ là do các cá nhân đưa ra đánh giá về nhau ở mức độ nổi bật (nhóm cục bộ) thay vì so sánh nhóm toàn cầu (hiệu ứng nhóm tham chiếu)[11].
- Sự bổ sung (Complementarity): Đôi khi, những điểm khác biệt có thể bổ sung cho nhau, tạo nên sự hấp dẫn nếu chúng đáp ứng được nhu cầu của đối phương (ví dụ, một người hướng nội có thể bị thu hút bởi một người hướng ngoại để cân bằng).
- Năng lực (Competence): Người ta có xu hướng bị thu hút bởi những người có năng lực, giá trị, giỏi giang, thành thạo trong lĩnh vực nào đó, nhất là luôn thể hiện sự đam mê, say mê, khát khao, đặc biệt nếu họ cũng thể hiện một chút sự không hoàn hảo (hiệu ứng Pratfall).

## Các loại thu hút

### Rung động
Trong bối cảnh các mối quan hệ, sự rung động/chemistry (có thể được dịch là phản ứng hóa học, chất xúc tác) là cảm xúc tự nhiên giữa hai người xuất hiện khi giữa họ tồn tại một kết nối đặc biệt nào đó. Ngay từ những giai đoạn đầu, họ thường có thể cảm nhận bằng trực giác xem liệu giữa họ có "nhúc nhích", cảm giác gì không, tích cực hay tiêu cực. Một số người gọi sự rung động, hòa hợp, đồng điệu, bén duyên, phải lòng nhau bằng những hình ảnh ẩn dụ như "như cá với nước" "như hình với bóng", "như kim với chỉ", "tâm đầu ý hợp" hay "xứng đôi vừa lứa", "hợp nhãn". Khái niệm này có thể được hiểu theo hai cách: "một sự kết nối, một mối liên kết hoặc cảm giác chung giữa hai người"; hoặc theo nghĩa đen phản ứng hóa học là "lúc các chất hóa học trong não được kích thích, tạo ra cảm giác yêu đương hoặc hấp dẫn tình dục". Một quan niệm sai lầm phổ biến là "chất xúc tác" hoàn toàn vô thức, được hình thành từ một sự pha trộn phức tạp của nhiều yếu tố. Các yếu tố cốt lõi tạo nên sự đồng điệu, cuốn hút, lôi cuốn gồm có: "không phán xét lẫn nhau, sở hữu những điểm chung, cảm giác bí ẩn, sự hấp dẫn, tin tưởng và giao tiếp tự nhiên dễ dàng." Sự rung động cũng có thể được xem là sự kết hợp của "tình yêu, ham muốn, say mê và khao khát được gần gũi với ai đó".
Nghiên cứu cho thấy không phải ai cũng từng trải qua sự đồng điệu, cảm mến nhau. Sự rung động thường xuất hiện giữa những người chân thành, thực tế. Nguyên nhân là nếu một người cảm thấy thoải mái với bản thân thì họ dễ dàng thể hiện con người thật của mình, khiến người khác có thể thấu hiểu và kết nối với họ, ngay cả khi hai người có quan điểm sống khác nhau dù quan trọng hay không. Việc có những điểm tương đồng cũng được coi là yếu tố then chốt trong việc tạo nên sự động lòng, bởi vì cảm giác được thấu hiểu là nền tảng để xây dựng một mối quan hệ gắn bó. Khi giữa hai người có sự cuốn hút, họ có thể trải qua nhiều biểu hiện khác nhau về tâm lý, thể chất và cảm xúc. Đây là "sự kết hợp giữa kích thích tâm lý cơ bản và cảm giác khoái lạc". Lúc này, hệ thần kinh bị kích thích sẽ làm tăng lượng adrenaline trong cơ thể, dẫn đến những phản ứng như tim đập nhanh, khó thở và cảm giác phấn khích – tương tự như cảm giác khi đối mặt với mối nguy hiểm. Các dấu hiệu thể chất khác gồm có huyết áp tăng nhẹ, da ửng hồng, mặt và tai đỏ bừng, thậm chí có cảm giác chân tay bủn rủn. Tuy nhiên, những phản ứng này khác nhau ở mỗi người và không phải ai cũng gặp phải như vậy. Một số người có thể cảm thấy bị cuốn hút mạnh mẽ, thậm chí là ám ảnh với đối phương và luôn mong ngóng đến ngày được gặp lại. Có người thì chỉ cần nghĩ đến người kia thôi cũng đã bất giác mỉm cười. Có một số ý kiến tranh luận trái chiều về rung động có thể tạo ra được ngay cả khi một người không tự nhiên mà có cảm giác đó. Một số người tin rằng sự rung động là thứ gì đó mang tính tự nhiên mà một người không thể học được và không thể gượng ép chính mình là phải có được hoặc không. Ngược lại, có người thì cho rằng sự rung động, cảm mến nhau không phải là cảm xúc tức thời, sự nhất thời, bồng bột mà là cả một quá trình tích lũy dần dần theo thời gian để đạt được. Một số người tin rằng sự rung động có thể tạo ra được, song họ cho rằng tốt nhất nên để rung động đến một cách tự nhiên.

## Chú thích

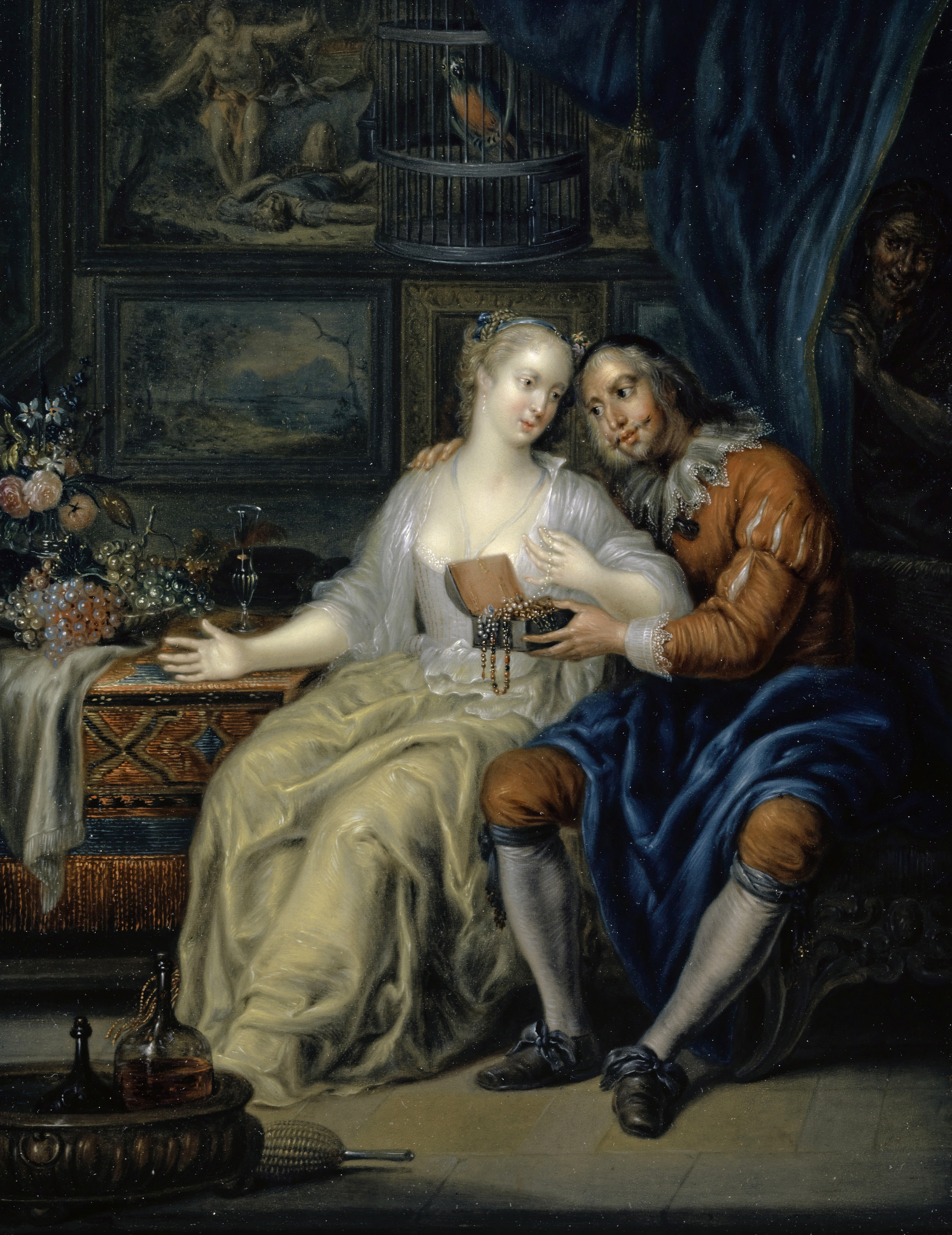
Một quý cô bị thu hút từ những món quà của quý ông